# 名古屋市東図書館

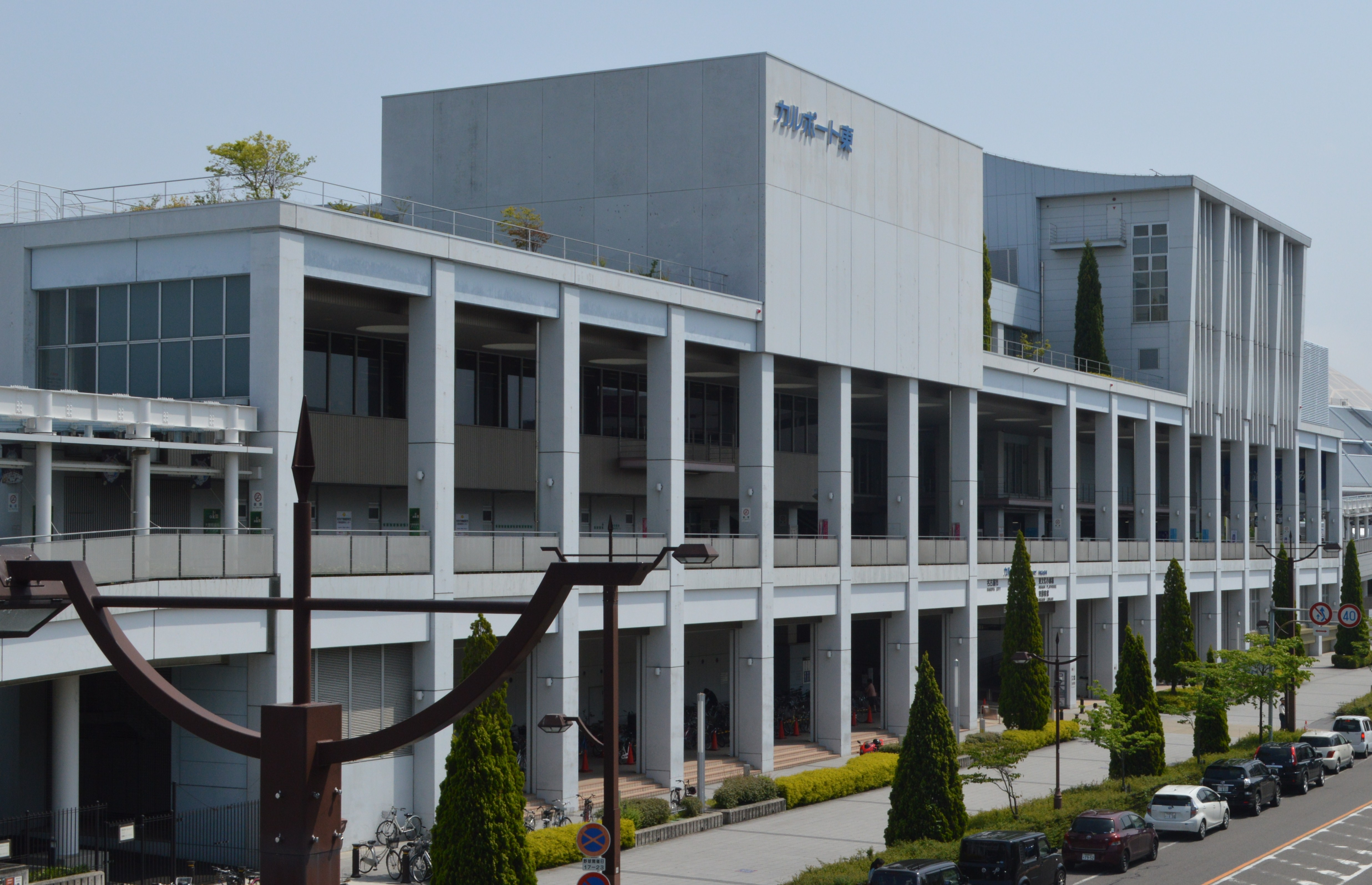
カルポート東

名古屋市東図書館（なごやしひがしとしょかん）は、愛知県名古屋市東区大幸南のカルポート東に入居する名古屋市図書館の分館である。
2016年度の蔵書数は109,319冊、貸出数は673,571冊である。
図書を109,319冊（一般書：79,744冊、児童書：29,359冊）、新聞を29紙、雑誌を192誌、視聴覚資料を2,504点（紙芝居：652組、CD：1,153枚、カセットテープ:132巻、ビデオテープ：83巻、ビデオディスク：455枚、CD・DVD-ROM：29枚）所蔵している。

## 歴史
1965年（昭和40年）7月1日、葵公園内において名古屋市東図書館として開館した。この場所には木造の蓬左文庫事務室および閲覧室が建てられていたが、これらを取り壊した上で、鉄筋二階建ての建物が新築された。また、開館当初の館内2階には蓬左文庫所蔵の貴重な資料を展示する蓬左文庫展示室が設置された。なお、本館は名古屋市の1区1図書館計画によって設置された最初の図書館である。
2001年（平成13年）10月26日、カルポート東に入居する形で新築移転を果たした。

## サービス
図書館の入館や利用はだれでも可能であるが、館外貸出には利用者登録が必要で愛知県在住・在勤・在学者のみが可能となっている。
館外貸出
図書が最大14日で6冊まで、それとは別に紙芝居が3組、カセットテープ・CD・DVDが3点、紙芝居舞台1台の館外帯出が可能である。また、返却は紙芝居の舞台以外であれば貸し出し館に限らず名古屋市図書館各館において行うことができる。ただし、貸出点数に関しては、名古屋市図書館全館で共通して計算する。
開館時間
火 - 土：9時30分 - 19時00分
日・祝日：9時30分 - 17時00分
休館日
月曜日（祝日の場合は開館し翌日休館）
毎月第3金曜日（祝日の場合は開館）
特別整理期間
年末年始（12月29日から1月4日まで）

### 図書館の特色
名古屋市内の図書館はテーマに沿ったテーマがあり、当館にはスポーツ資料コーナー、英語を楽しむコーナー、歴史を知るコーナーがある。スポーツ資料コーナーは野球、バスケットボール、マラソンの資料が多く提示され、歴史を知るコーナーには徳川園内に当館があった関係で蓬左文庫、菩提寺であった建中寺等の資料が多く掲示されている。　

## 交通アクセス
- 名古屋市営地下鉄名城線 ナゴヤドーム前矢田駅下車、1番出口よりすぐ[3]。

## 公式サイト
- 公式ウェブサイト（日本語）